# Quận của tỉnh Landes
2 quận của tỉnh Landes gồm:
1. Quận Dax, (quận lỵ: Dax) với 13 tổng và 153 xã. Dân số của quận này là 161.231 người năm 1990, 174.367 người năm 1999, tăng trưởng dân số là 8.15%.
2. Quận Mont-de-Marsan, (tỉnh lỵ của tỉnh Landes: Mont-de-Marsan) với 17 tổng và 178 xã. Dân số của quận này là 150.230 người năm 1990, và 152.967 người năm 1999, tăng trưởng dân số là 1.82%.